# Ludomir Chronowski
Ludomir Krzysztof Chronowski (ur. 31 października 1959 w Krakowie) – polski szpadzista, srebrny medalista olimpijski.

## Życiorys
Karierę zaczynał od floretu. Jej większość spędził w Cracovii. W 1980 zdobył tytuł indywidualnego mistrza Polski w szpadzie. W tym samym roku wystartował na igrzyskach olimpijskich w Moskwie, gdzie reprezentacja Polski w składzie: Andrzej Lis, Piotr Jabłkowski, Mariusz Strzałka, Ludomir Chronowski i Leszek Swornowski zdobyła srebrny medal. W turnieju indywidualnym nie startował. Brał też udział w igrzyskach olimpijskich w Seulu w 1988 roku, zajmując 10. miejsce drużynowo i 33. miejsce indywidualnie.
Nie zdobył medalu mistrzostw świata.
W 1983 zdobył srebrny medal letniej uniwersjady w Edmonton w turnieju drużynowym.